# Jacques ou la Soumission
Jacques ou la Soumission est une pièce de théâtre en un acte d'Eugène Ionesco écrite en 1950 et créée le 15 octobre 1955 avec Le Tableau dans une mise en scène de Robert Postec, au Théâtre de la Huchette.

## Distribution à la création
- Jacques Butin
- Tsilla Chelton
- Paul Chevalier
- Reine Courtois
- Paulette Frantz
- Claude Mansard
- Claude Thibaut
- Jean-Louis Trintignant